# Hynek z Ronova
Hynek z Ronova († 22. dubna 1421) byl kolínský děkan kostela sv. Bartoloměje, upálený spolu s šesti dominikánskými řeholníky u kouřimské brány v Kolíně roku 1421.

## Historie
Farář Hynek z Ronova byl děkanem kolínského kostela sv. Bartoloměje na počátku husitské revoluce. Dne 22. dubna 1421 přitáhlo husitské vojsko k branám města Kolína a chystalo se ho dobýt. Měšťané v obavách ze zničení města husity do města vpustili. Tento akt otevřeného města však neuspokojil rozvášněné husity, kteří vyloupili a vypálili městský klášter dominikánů. Šest řeholníků (dominikánů) upálili v plamenech. Zmocnili se rovněž kolínského faráře děkana Hynka z Ronova. Vyvedli ho Kouřimskou branou, kde ho vsadili do vysmoleného sudu. Tento sud ucpali slámou a v něm ho upálili. Při upalování kolem dotyčného údajně skákali a zpívali husitský chorál Ktož jsú boží bojovníci.
V roce 1626 byla na památku tohoto umučení vsazena do zdi kouřimské brány pamětní deska. Kouřimská brána však byla zbořena v roce 1844. Ve 21. století je deska s reliéfem Hynka z Ronova vsazena do jižního průčelí budovy děkanství v Kolíně.